# Волнат-Ридж (Арканзас)
Волнат-Ридж (англ. Walnut Ridge) — місто (англ. city) в США, в окрузі Лоуренс штату Арканзас. Населення — 5384 особи (2020).

## Географія
Волнат-Ридж розташований за координатами 36°5′3″ пн. ш. 90°56′48″ зх. д. / 36.08417° пн. ш. 90.94667° зх. д. (36.084261, -90.946558).  За даними Бюро перепису населення США в 2010 році місто мало площу 41,47 км², уся площа — суходіл. В 2017 році площа становила 47,85 км², з яких 47,81 км² — суходіл та 0,04 км² — водойми.

### Клімат
| Клімат : Волнат-Ридж  | Клімат : Волнат-Ридж | Клімат : Волнат-Ридж | Клімат : Волнат-Ридж | Клімат : Волнат-Ридж | Клімат : Волнат-Ридж | Клімат : Волнат-Ридж | Клімат : Волнат-Ридж | Клімат : Волнат-Ридж | Клімат : Волнат-Ридж | Клімат : Волнат-Ридж | Клімат : Волнат-Ридж | Клімат : Волнат-Ридж | Клімат : Волнат-Ридж |
| Показник              | Січ.                 | Лют.                 | Бер.                 | Квіт.                | Трав.                | Черв.                | Лип.                 | Серп.                | Вер.                 | Жовт.                | Лист.                | Груд.                | Рік                  |
| Середній максимум, °C | 8,9                  | 11,1                 | 14,4                 | 21,1                 | 26,7                 | 31,1                 | 32,8                 | 32,8                 | 28,9                 | 23,3                 | 15,0                 | 10,0                 | 21,1                 |
| Середній мінімум, °C  | −1,1                 | 0,6                  | 3,3                  | 9,4                  | 15,0                 | 19,4                 | 21,1                 | 20,0                 | 15,0                 | 9,4                  | 2,2                  | −0,6                 | 9,4                  |
| Норма опадів, мм      | 132                  | 109                  | 102                  | 99                   | 124                  | 97                   | 91                   | 74                   | 64                   | 86                   | 117                  | 86                   | 1181                 |
| --------------------- | -------------------- | -------------------- | -------------------- | -------------------- | -------------------- | -------------------- | -------------------- | -------------------- | -------------------- | -------------------- | -------------------- | -------------------- | -------------------- |
| Джерело: Weatherbase  |                      |                      |                      |                      |                      |                      |                      |                      |                      |                      |                      |                      |                      |

## Демографія
Згідно з переписом 2010 року, у місті мешкало 4890 осіб у 1996 домогосподарствах у складі 1252 родин. Густота населення становила 118 осіб/км².  Було 2201 помешкання (53/км²). 
Расовий склад населення:
| - 96,6 % — білих - 1,9 % — чорних або афроамериканців - 0,4 % — корінних американців - 0,2 % — азіатів |

До двох чи більше рас належало 0,7 %. Іспаномовні складали 1,0 % від усіх жителів.
За віковим діапазоном населення розподілялося таким чином: 21,9 % — особи молодші 18 років, 55,2 % — особи у віці 18—64 років, 22,9 % — особи у віці 65 років та старші. Медіана віку мешканця становила 42,7 року. На 100 осіб жіночої статі у місті припадало 88,6 чоловіків;  на 100 жінок у віці від 18 років та старших — 83,6 чоловіків також старших 18 років.
Середній дохід на одне домашнє господарство  становив 44 185 доларів США (медіана — 34 567), а середній дохід на одну сім'ю — 54 324 долари (медіана — 45 750). Медіана доходів становила 31 410 доларів для чоловіків та 35 744 долари для жінок. За межею бідності перебувало 19,8 % осіб, у тому числі 22,2 % дітей у віці до 18 років та 9,6 % осіб у віці 65 років та старших.
Цивільне працевлаштоване населення становило 1738 осіб. Основні галузі зайнятості: освіта, охорона здоров'я та соціальна допомога — 26,0 %, будівництво — 13,8 %, роздрібна торгівля — 12,4 %.